# Вака (острова Кука)
Вака (кук. vaka) — у жителей островов Кука название племени, или вака-тангата, (кук. vaka tangata) и пироги, или вака-тере (кук. vaka tere). Это же слово используется и у других народов Полинезии: va'a у таитян, waka у маори Новой Зеландии, vaka у уоллисцев.
Вака также означает территорию, на которой живёт племя.

## Вака-тангата (племя)
В то время как крупные объединения жителей островов Кука создавались для военных или каких-то иных целей, племя, или вака, представляло собой крупнейшую социальную группу, находящейся под долгосрочной властью общего лидера, вождя. Согласно представлениям жителей архипелага, вака объединяла людей, которые вели своё происхождение от общих предков, приплывших на остров на одном и том же каноэ. Со временем значение термина «вака» как некоторой ячейки общества изменилось: под словом «вака» теперь понималось племя, образовавшееся в результате объединения групп людей, ведущих свою родословную от разных предков. Например, хотя арики (местный вождь) Раротонги по имени Каинуку вёл своё происхождение от людей, которые жили на острове до появления на нём людей Тангииа, он и его последователи впоследствии вступили в союз с людьми Тангииа, став частью вака под названием Такитуму (кук. Takitumu).
Титулованным главой племени был арики, к которому относились с глубоким почитанием, так как согласно представлениям членов племени он имел божественное происхождение и был наделён сверхъестественной силой. Племенные вопросы также обсуждались на «королевском суде», или коуту (кук. koutu), однако о компетенции этого органа известно очень мало.
Вака делилась на тапере.

## Вака-тере (пирога)
Вака-тере — название пирог на островах Кука. Всего существуют три типа этих пирог:
- вака-пуруа (кук. vaka purua) — двойная пирога или катамаран. В прошлом использовались местными жителями для преодоления больших расстояний между островами. Длина этих пирог могла достигать 25 метров, а вместительность — до 50 человек с провизией на несколько недель.
- вака-кумете (кук. vaka kumete) — двойные пироги небольших размеров (до 10 метров в длину). Также использовались для преодоления больших расстояний.
- вака-товере (кук. vaka tovere) — небольшие пироги. Использовались для вылова рыбы в лагуне или вблизи рифа.